# Énergie solaire au Canada

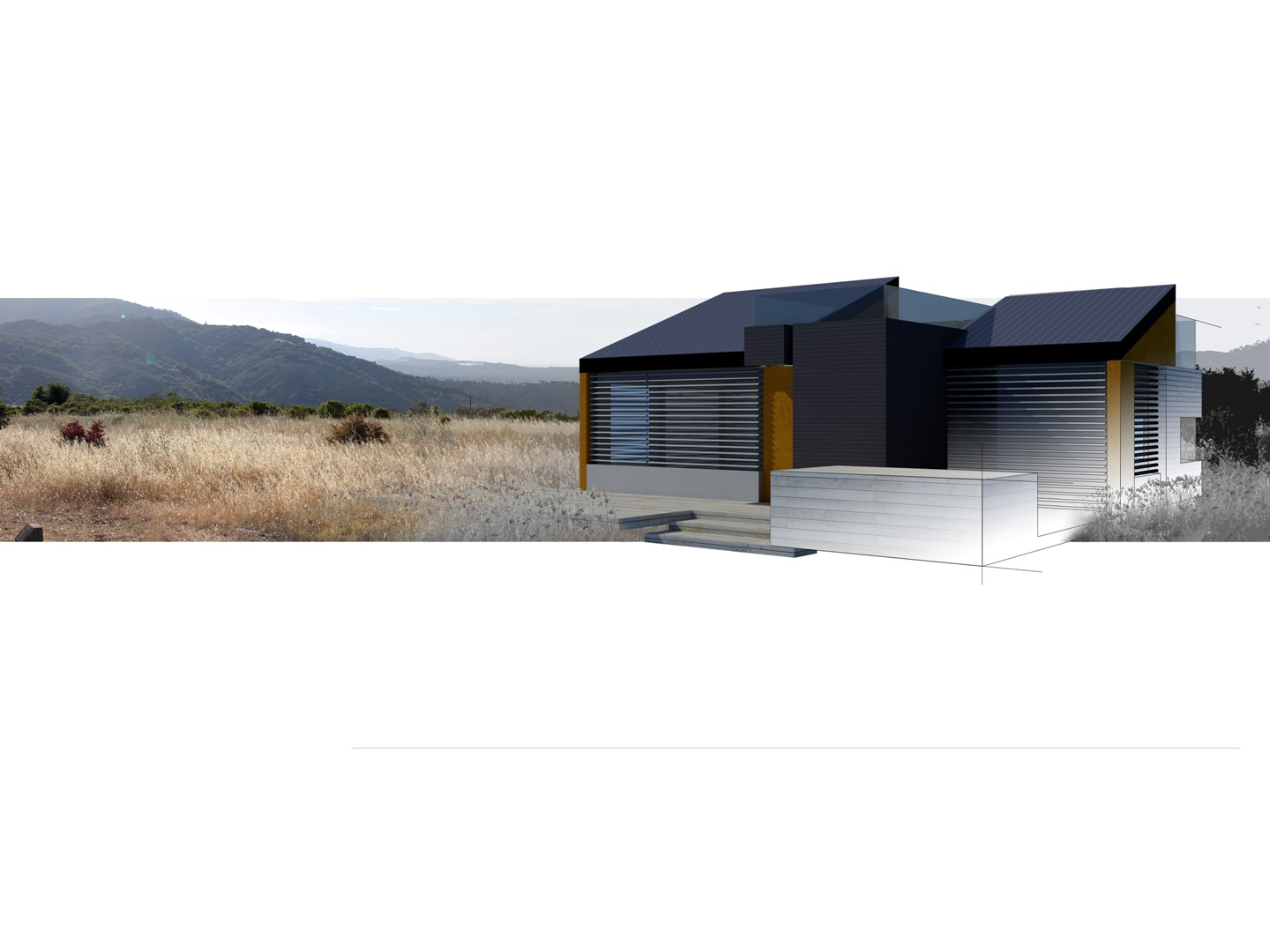
Maison solaire en Alberta.

L'énergie solaire au Canada commence historiquement par l'utilisation de dispositifs non électriques, pour chauffer l'eau ou les bâtiments. Puis la production photovoltaïque amorce son développement dans les années 2010. La production d'électricité solaire photovoltaïque du Canada en 2023 représente 1,3 % de la production totale d'électricité du pays.

## Historique
En 2001, il y avait plus de 12 000 dispositifs de production d'eau chaude solaire dans le secteur résidentiel, et 300 dans le secteur commercial ou industriel. Ces systèmes ne représentaient qu'une faible partie de l'énergie du Canada, mais des études gouvernementales suggèrent qu'ils pourraient représenter jusqu'à 5 % des besoins en énergie à l'horizon 2025.
Les cellules photovoltaïques étaient essentiellement utilisées dans des installations isolées, pour des équipements de télécommunication, des stations de surveillance de pipeline et des dispositifs de navigation. Le marché des panneaux solaires a augmenté rapidement, et des entreprises canadiennes conçoivent et fabriquent des modules, onduleurs, pompes et refroidisseurs à haute efficacité. Les installations photovoltaïques raccordées au réseau ont augmenté de façon significative, et représentaient un total de 1,8 GW fin 2014.

## Potentiel solaire

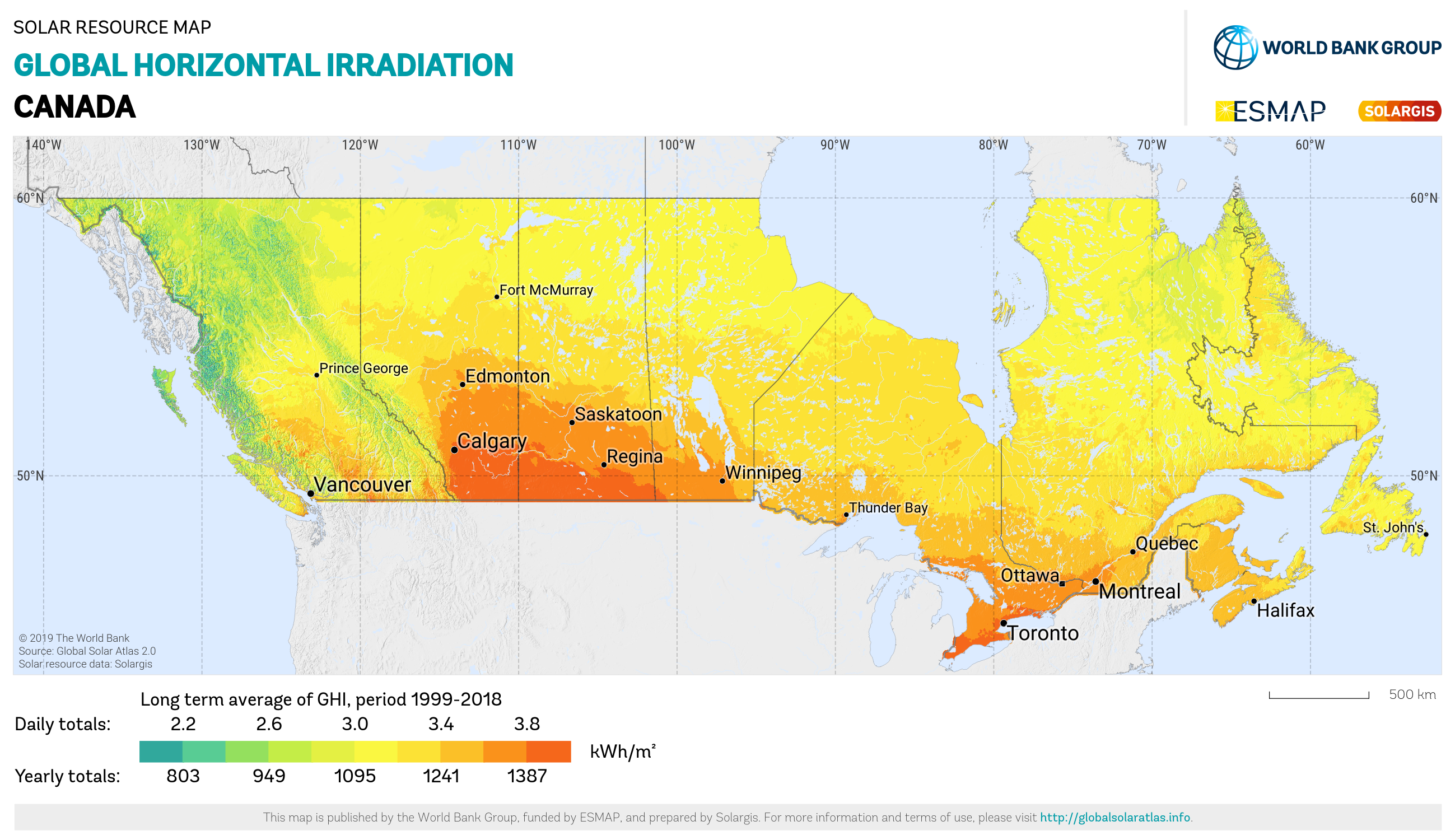
Carte du potentiel solaire du Canada.

Compte-tenu de son important territoire, le Canada dispose de grandes superficies permettant l'exploitation de l'énergie solaire. Les régions ayant le plus fort potentiel sont la Colombie britannique, le sud de l'Alberta, le sud de la Saskatchewan, le sud du Manitoba, le sud du Québec, la Nouvelle-Écosse et le sud de l'île-du-Prince-Édouard. Cependant le pays a un relativement faible taux d'ensoleillement compte-tenu de ses hautes latitudes, qui, combinées à la couverture nuageuse aboutissent à un facteur de charge de seulement 6%, à comparer au taux de 15% des États-Unis.

## Production d'électricité
La production d'électricité solaire photovoltaïque du Canada en 2023 s'élève à 8 138 GWh, soit 1,3 % de la production totale d'électricité du pays et 0,5 % de la production solaire photovoltaïque mondiale, au 22e rang mondial.
| Année | Production (GWh) | Accroissement | Part prod.élec. |
| 2009  | 68               |               | 0,01 %          |
| 2010  | 249              | +266 %        | 0,04 %          |
| 2011  | 560              | +125 %        | 0,09 %          |
| 2012  | 863              | +54 %         | 0,14 %          |
| 2013  | 1 365            | +58 %         | 0,2 %           |
| 2014  | 2 079            | +52 %         | 0,3 %           |
| 2015  | 2 841            | +37 %         | 0,4 %           |
| 2016  | 3 005            | +6 %          | 0,5 %           |
| 2017  | 3 308            | +10 %         | 0,5 %           |
| 2018  | 3 491            | +6 %          | 0,5 %           |
| 2019  | 3 752            | +7 %          | 0,6 %           |
| 2020  | 4 072            | +9 %          | 0,6 %           |
| 2021  | 5 113            | +26 %         | 0,8 %           |
| 2022  | 5 737            | +12 %         | 0,9 %           |
| 2023  | 8 138            | +42 %         | 1,3 %           |

L'Energy Institute estime la production d'électricité solaire photovoltaïque du Canada en 2023 à 7,6 TWh, soit 1,2 % de la production d'électricité du pays et 0,5 % de la production solaire photovoltaïque mondiale.

## Puissance installée
L'Energy Institute estime la puissance installée solaire photovoltaïque du Canada en 2023 à 5 757 MW, en progression de 445 MW (+8,4 %), soit 0,4 % de la puissance installée solaire photovoltaïque mondiale, loin derrière la Chine (609 351 MW) et les États-Unis (137 725 MW).
En 2016, le Canada a installé 200 MWc de photovoltaïque, portant sa puissance cumulée à 2 715 MWc fin 2016, au 13e rang mondial.

Capacité photovoltaïque installée au Canada entre 1996 et 2016.